# Reasi
Reasi est une ville indienne située dans le district de Reasi dans le territoire du Jammu-et-Cachemire. En 2011, sa population était de 36 355 habitants.